# برنارد نويل
برنارد نويل (بالفرنسية: Bernard Noël )‏ (و. 1924 – 1970 م) هو ممثل، من فرنسا، توفي عن عمر يناهز 46 عاماً.

## التعليم
تعلم في المعهد الوطني العالي للفنون الدرامية ‏.

## وصلات خارجية
- برنارد نويل على موقع IMDb (الإنجليزية)
- برنارد نويل على موقع ألو سيني (الفرنسية)
- برنارد نويل على موقع أول موفي (الإنجليزية)
- برنارد نويل على موقع قاعدة بيانات الأفلام السويدية (السويدية)
- برنارد نويل على موقع قاعدة بيانات الفيلم (الإنجليزية)
- برنارد نويل على موقع كينوبويسك (الروسية)